# Corpúsculo polar

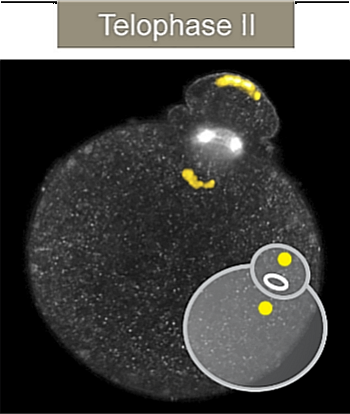
Ovocito con corpúsculo polar vistos mediante microscopía confocal. Esquema (abajo).

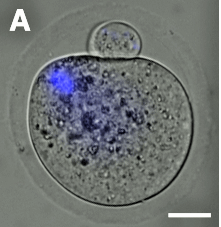
Corpúsculo polar (arriba) y ovocito (abajo).

En histología el corpúsculo polar o cuerpo polar es una estructura subcelular, que se observa durante la división meiótica en las células especializadas del aparato reproductor, en la línea germinal: los ovocitos.

Se acostumbra a referirse a los corpúsculos como los resultantes de la reducción del número de cromosomas durante del proceso de Meiosis, desde un número 2n (diploide) hasta un número 1n (haploide).

Estos corpúsculos están compuestos por una cantidad haploide de ADN y una cantidad mínima de citoplasma que no son células funcionales.

## Características
Los corpúsculos polares no pueden clasificarse como "células mínimas", ya que no contienen los orgánulos citoplasmáticos necesarios y por lo tanto no son funcionales.

Los cuerpos polares fueron descritos ya en 1881, luego en la célula huevo por O. Herwit en 1890 y Boveri en 1891 como pequeños óvulos no funcionales que se desintegraron. Fueron caracterizados como células mínimas a principios del siglo XX.

## Composición

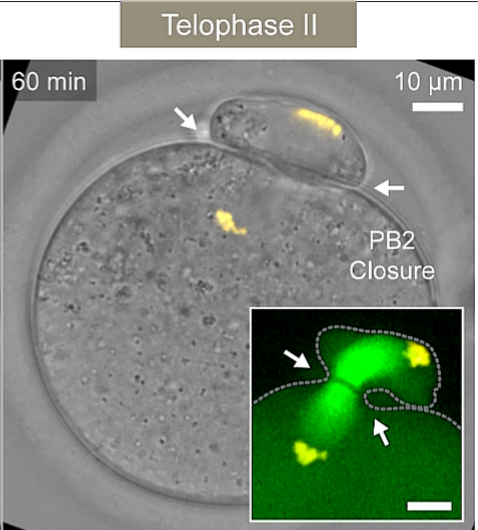
Corpúsculo polar con ADN de los cromosomas en amarillo. Microtúbulos del huso en verde. Flechas muestran las invaginaciones de membrana, que conducen al cierre del corpúsculo polar (PB2).

Con el microscopio óptico no se observa la estructura subcelular característica de una célula funcional normal.

Los estudios de inmunohistoquímica demuestran la presencia de ADN, formado por la mitad de los cromosomas de la célula germinal original. El otro componente asociado al anterior es la mitad del huso, formado por microtúbulos.

La cantidad de citoplasma es muy reducida y sin orgánulos.

Con el microscopio electrónico se puede observar citoplasma y eventualmente algunas vesículas.

## Formación
Los corpúsculos polares son consecuencia de las dos divisiones meióticas (I y II). 
Los ovocitos detienen su ciclo meiótico en el estadio de profase I, esta detención puede durar desde pocos meses (en peces) hasta años (en humanos).
Es importante recordar que cuando el ovocito reinicia la meiosis el resultado final, (aunque diferido en el tiempo), serán dos divisiones celulares consecutivas incompletas, con formación de dos cuerpos polares.

División asimétrica.

En los mamíferos las divisiones meióticas de los ovocitos son muy asimétricas y producen un gameto haploide grande (el ovocito) y dos cuerpos polares pequeños. La asimetría en esta división meiótica es esencial, para que el futuro óvulo maduro mantenga un gran citoplasma. Mientras que el óvulo grande en el final del proceso se fertiliza y se convierte en un embrión, los diminutos cuerpos polares degeneran rápidamente.

Para asegurar la asimetría necesaria en cada división, el  huso en la segunda división meiótica o meiosis II (MII), se forma debajo de la cortical del ovocito y mantiene su posición periférica durante la detención de la metafase II.
Es necesaria la capacidad de la célula para romper la simetría bilateral habitual y colocar su huso mitótico cerca de la corteza de la célula. En los ovocitos detenidos en metafase II, el huso se mantiene cerca y paralelo a la corteza de forma activa.

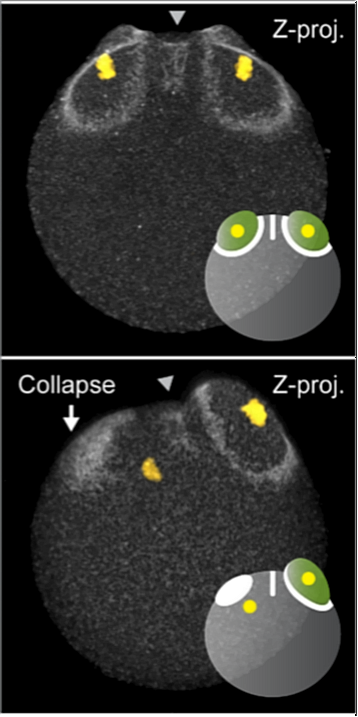
Dinámica de la formación del Corpúsculo polar, desde la simetría hacia la asimetría. ADN en amarillo. MiosinaII en gris claro. Anafase II.

La fertilización desencadena la separación de cromátidas hermanas y una rotación del huso.

Se genera una invaginación en la cortical del ovocito, que genera la separación simétrica de las cromátidas formando dos expansiones. Una de las expansiones colapsa hacia la célula y la restante genera un pequeño bolsillo para el corpúsculo.

El huso se reorienta hasta colocarse perpendicular a la cortical, el extremo del huso se introduce en el pequeño bolsillo.

### Dominio cortical

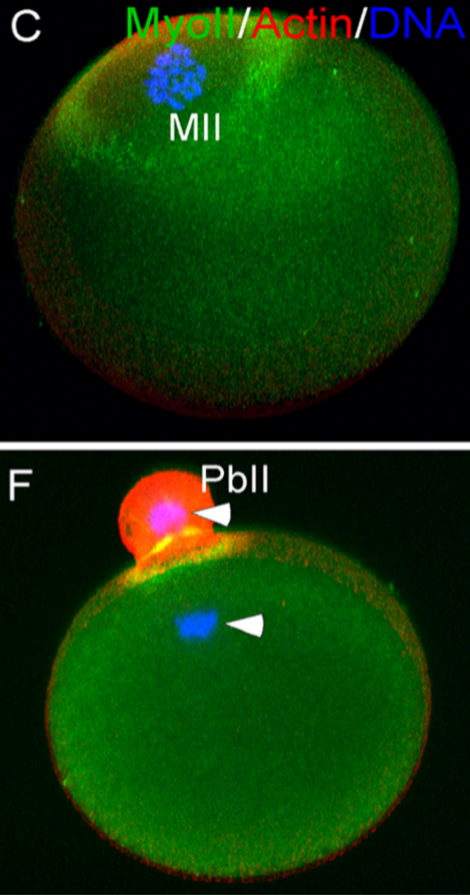
Óvulo en MII y PbII=corpúsculo polar II (en fucsia). Pronúcleo (en azul). Microscopio confocal.

En el ovocito se establece ahora un dominio cortical, caracterizado por la formación de una capa de actina (Act) rodeada por un anillo de miosina (MyoII) de la cual se excluyen los gránulos corticales y las microvellosidades. 

Se forma entonces un anillo de citocinesis en la base del corpúsculo polar, creado por la acción de la miosina tipo II cortical,

Luego se produce el cierre del anillo en la base del cuerpo polar, que lo termina separando del ovocito, generando el segundo corpúsculo polar.

## Utilización médica

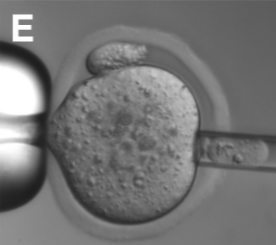
Corpúsculo polar (arriba), durante la manipulación de un ovocito en el laboratorio.

El corpúsculo polar de la primera división meiótica (primer cuerpo polar o 1pb) se ubica dentro de los 90° del lugar donde se encuentran los cromosomas en Metafase de la segunda meiosis (metafase meiótica II o MII), lo que permite su localización durante la manipulación en el laboratorio.
La "biopsia de cuerpo polar" se puede utilizar en embriología para predecir la viabilidad y la probabilidad de embarazo del ovocito del que fue tomado. 
El método de estudio utilizado, llamado arrays de Hibridación Genómica Comparada (aCGH) consiste en extraer el cuerpo polar de un ovocito que va a ser utilizado y analizarlo para ver sus cromosomas.